# 乔治·华盛顿大学医院

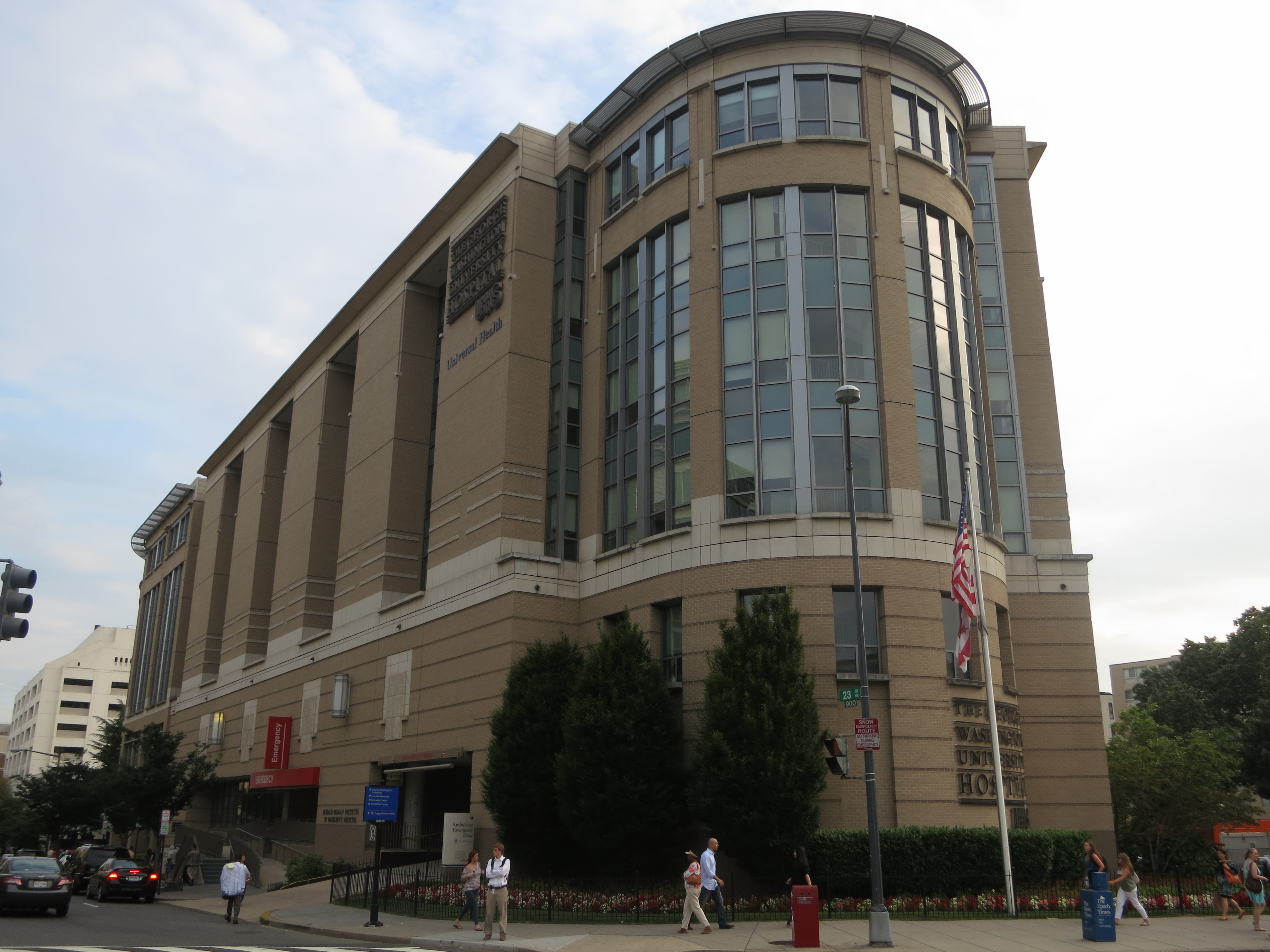
乔治·华盛顿大学医院

喬治·華盛頓大學醫院（英語：George Washington University Hospital）是美國首都華盛頓哥倫比亞特區的一家醫院，隸屬於喬治·華盛頓大學醫學與健康科學學院。自1997年以來，喬治·華盛頓大學醫院由全民健康服務的子公司和喬治·華盛頓大學共同運營。
喬治·華盛頓大學醫院佔地400000平方英尺，於2002年8月23日開業。院內總共有371個床位，其醫療設備總價值超過4500萬美元，製造這些醫療設備所花費之成本超過9600萬美元。喬治·華盛頓大學醫院獲得哥倫比亞特區消費者和監管事務部許可並獲得美國聯合委員會認可。